# Клятва Гіппократа (фільм)
«Клятва Гіппократа» (латис. «Hipokrāta zvērests») — радянський художній фільм режисера Ади Неретнієце. Знятий на Ризькій кіностудії в 1965 році. Прем'єра фільму відбулася в лютому 1966 року.

## Сюжет
Молодий хірург Імант Вейде після закінчення інституту отримує призначення на пасажирське судно. У першому ж рейсі він ставить неправильний діагноз хворому, який помирає після операції. Суд, враховуючи молодість лікаря, обмежився винесенням умовного покарання. Імант у всьому звинувачує себе і, не бажаючи більше працювати за фахом, їде за Полярне коло. Начальнику метеорологів потрібен кухар на дальню станцію в селище Ведмежий, і Імант починає нове життя. У одного з полярників, досвідченого фахівця Михайла Михайловича, почалися гострі болі. Так сталося, що він з першого дня не злюбив прибулого новачка, але тільки своєчасна допомога і післяопераційний кваліфікований догляд Вейде врятували хворого від неминучої смерті. Цей випадок допоміг Іманту повернути віру у власні сили.

## У ролях
- Паул Буткевич — Імант Вейде
- Олександра Зав'ялова — Валентина Томілова
- Олексій Миронов — Андрій Іванович
- Віктор Гаврилов — Михайло Михайлович
- Сергій Гурзо — Марат Сергеєв
- Олексій Темербек — Вася Лисицин
- Ельза Радзиня — мати Іманта
- Евалдс Валтерс — фельдшер Ланка
- Геннадій Юдін — Іван Бурмін
- Ада Неретнієце — лікар
- Луйс Шмітс — адвокат
- Олга Круміня — Бельська
- Харій Авенс — хворий
- Альфред Віденієкс — суддя
- В. Фреймуте — епізод
- Е. Шаляпьонок — епізод
- В. Савін — епізод
- З. Вінертс — епізод
- Л. Зіємеле — епізод
- Олга Дреге — епізод
- Хелена Романова — епізод
- Т. Мірєєва — епізод
- Арнольд Мілбретс — епізод
- В. Зевакін — епізод
- Е. Гіргенсон — епізод
- Ольгерт Шалконіс — епізод
- Юріс Камінскіс — епізод
- Ріхард Церіньш — епізод
- Лігіта Девіца — епізод

## Знімальна група
- Автор сценарію: Євсей Баренбойм
- Режисер-постановник: Ада Неретнієце
- Оператор-постановник: Зігурд Вітолс
- Композитор: Рінгольд Оре
- Художник-постановник: Андріс Бауманіс
- Звукооператор: Ян Зіверт
- Режисер: Ерік Лаціс
- Оператор: Я. Рікш
- Художник по костюмам: Н. Шапоріна
- Художник-гример: К. Лапіня
- Редактор: Є. Вахрушева
- Асистенти режисера: Р. Буш, В. Дудинь
- Асистент оператора: А. Пяткін
- Консультанти: заслужений полярник СРСР К. Якубов, хірург Ю. Стуріс
- Директор: З. Краваліс